# Воеполь
Воеполь — озеро на территории Идельского сельского поселения Сегежского района и Сумпосадского сельского поселения Беломорского района Республики Карелии.

## Общие сведения
Площадь озера — 5,8 км², площадь водосборного бассейна — 35,1 км². Располагается на высоте 140,9 метров над уровнем моря.
Форма озера двухлопастная, продолговатая: оно вытянуто с северо-запада на юго-восток. Берега каменисто-песчаные, местами заболоченные.
Из северо-западной оконечности озера вытекает река Воеполка, втекающая с правого берега в реку Енгу. Последняя впадает в реку Нижний Выг.
В озере расположено не менее пяти безымянных островов различной площади.
К северу от озера проходит лесная дорога.
Код объекта в государственном водном реестре — 02020001311102000008548.